# 相似石韦
相似石韦（学名：Pyrrosia similis）为水龙骨科石韦属下的一个种。

## 扩展阅读
- 維基物種上的相關：相似石韦